# عزلة الحماء (أمانة العاصمة)

تعديل مصدري - تعديل

عزلة الحماء هي إحدى عزل مديرية بني الحارث في محافظة أمانة العاصمة اليمنية. يبلغ تعداد سكانها 13073 نسمة حسب الإحصاء الذي أجري عام 2004.